# Kilimandscharo – Reise ins Leben
Kilimandscharo – Reise ins Leben ist ein deutscher Abenteuerfilm von Gregor Schnitzler aus dem Jahr 2017. Das Filmdrama basiert auf einem Drehbuch des Autors Marco Rossi und erzählt die fiktive Geschichte einer Gruppe deutscher Touristen, bestehend aus der kranken Ärztin Anna Kobek (gespielt von Anna Maria Mühe), dem Rollstuhlfahrer Tom Färber (Kostja Ullmann) und dem zerstrittenen Vater-Tochter-Gespann Joschka Wagner (Simon Schwarz) und Paula Herfordt (Caroline Hartig), die in Begleitung der Bergführer Simon (Ulrich Brandhoff) und Joseph (Bongo Mbutuma) den Gipfel des Kilimandscharo erreichen wollen.
Der Film warb damit „ein Drama über eine Reise zu sich selbst“ zu sein und der Titelzeile: „Vier Bergsteiger, vier Ziele, ein Aufstieg, der alle verändert.“

## Handlung
Die Chirurgin Anna Kobek ist unterwegs nach Tansania. Sie hat eine Tour zur Besteigung des Kilimandscharo gebucht. Anna hat ihre kleine Tochter, mit der sie mehrmals skypt, bei ihrer Mutter zurückgelassen. Das Mädchen hat der Mutter einen Stein mit einem kindlich gezeichneten Engel mitgegeben, den Anna auf dem Kibo ablegen soll. Auf dem Flughafen macht die Ärztin die Bekanntschaft von Joschka Wagner, der ihr unangenehm auffällt. Er hat dasselbe Ziel wie Anna. Auf der Lodge angekommen stellt sich ihnen Simon Egger vor, ihr Bergführer. Bereits einen Tag früher ist Paula Herfordt eingetroffen, bei der es sich zur Überraschung der anderen um die Tochter von Joschka Wagner handelt. Das Zusammentreffen mit ihrem Vater löst bei Paula jedoch augenblicklich einen Fluchtreflex aus mit dem Entschluss, nun nicht mehr an der Tour teilzunehmen. Ein Teilnehmer fehle noch, wie Simon ausführt, man rechne in Kürze mit ihm. Als Tom Färber eintrifft und die Gruppenmitglieder sehen, dass er im Rollstuhl sitzt, ist vor allem Annas Reaktion wenig freundlich. Bei Färber handelt es sich um einen ehemaligen Extremsportler, der siebenmal am Triathlon teilgenommen und dreimal den Ironman-Wettbewerb gewonnen hat. Simon nimmt Tom zur Seite und erzählt ihm, dass er noch nie jemanden im Rollstuhl auf den Kibo geführt habe. Tom erwidert, dass er sich natürlich auch etwas beweisen wolle, aber vor allem anderen Rollstuhlfahrern Mut machen wolle, denn er werde ein Buch über die Tour schreiben, um zu zeigen, dass Grenzen immer nur im Kopf existierten. Er ist sich sicher, den Weg auf den Gipfel ohne fremde Hilfe zu schaffen.
Nachdem Paula mit dem einheimischen Bergführer Joseph unterwegs zum Flughafen ist, verkündet Simon, dass man die leichteste Route, die über den Marangu-Gate nehme. Aber auch diese sei kein Spaziergang, denn das Gebiet des Kilimandscharo sei einmalig in seiner Zusammensetzung, eine ganze Welt im Kleinen mit Urwald, Steinwüste, Buschsteppe, Felsgebirge, Schneefeldern, exotischen Pflanzen und wilden Tieren. Als die Gruppe am nächsten Tag im Nationalpark ansteht, um die Tour zu starten, gesellt sich auch Paula wieder zu ihnen. Eine von ihr als Kind selbst erstellte Zeichnung mit einem Elefanten im Mittelpunkt und den Worten: „Lieber Papa, du hast gesagt zum Geburtstag habe ich einen Wunsch frei. Ich will auf den Kilimandscharo wandern. Dein Paulinchen“ hat die junge Frau zur Rückkehr bewegt. Ihr Vater hatte ihr die Zeichnung kurz vor ihrer Abfahrt gegeben.
Die erste Route von drei Abschnitten gestaltet sich ohne besondere Vorkommnisse. Im Übernachtungscamp spricht Simon Paula auf ihr Zerwürfnis mit ihrem Vater an. Das Zusammenleben mit ihm sei schwierig gewesen, denn er wisse, sehe und könne alles. Ihr Verhältnis sei endgültig zerbrochen, als ihr Vater an ihrem Geburtstag mit ihrer besten Freundin in ihrem Bett Sex gehabt habe. Simon erwidert, es könne durchaus sein, dass sich zwei Menschen voneinander angezogen fühlten, obwohl das tabu sei. Er habe mit der großen Liebe seines besten Freundes geschlafen. Bevor er es ihm noch habe erzählen können, sei dieser in einer Felswand abgestürzt.
Im zweiten Tourabschnitt sind Tom und Anna an der Spitze der Gruppe, als Tom Anna um Hilfe bittet, da er dringend müsse. Seiner Aufforderung, dass sie ihn halten müsse, folgt die junge Frau leicht angewidert. Ganz überraschend tritt kurz darauf ein Gepard aus dem Busch. Simon nähert sich mit der Gruppe. Als Tom erschrocken zurückweicht, stürzt er mit dem Rollstuhl um. Simon zündet eine Rauchkerze und kann den Geparden vertreiben. Als Simon beim Weitergehen einen Wasserfall ankündigt, eilt Joschka voraus und stürzt sich kurzerhand ins Wasser. Simon meint, er bade in einem Friedhof, denn die Chagga würden hier ihre Lepratoten begraben, was bei Joschka Entsetzen auslöst. Joseph meint, diese Geschichte erzähle er auf jeder Tour.
Am nächsten Tag regnet es unaufhörlich in Strömen, was das Vorwärtskommen nicht leichter macht – vor allem für Tom. An diesem Abend kommt es zu einem Disput zwischen Tom und Anna, die meint, seine Freundin, ein Model, leide wohl an einer Mancophilie und die Frage aufwirft, was sei, wenn sie ein Kind wolle. Tom entfernt sich daraufhin wortlos. Am nächsten Abend trägt Tom Anna ihren Rucksack nach, der ihm herunterfällt. Sein Blick fällt dabei auf ein ärztliches Schreiben. Anna erzählt Tom daraufhin, dass sie einen beidseitigen Tumor im Kopf habe, der auf den Sehnerv drücke. Sie hoffe wohl auf ein Wunder, wie seinerzeit bei ihrer Mutter, die nach einer Tour auf den Kibo entgegen allen Erwartungen wieder gesund geworden sei, meint Tom. Das Schlimmste sei für sie die Vorstellung, dass sie nach einer OP vielleicht die Entwicklung ihres Kind nicht mehr begleiten könne oder ihre Tochter vielleicht sogar ohne Mutter aufwachsen müsse, erwidert Anna.
Als Simon am nächsten Tag einen Felsbrocken mit einer Gedenktafel für seinen abgestürzten Freund Max an der Absturzstelle anbringen will, lässt er Paula und ihren Vater allein und impft beiden ein genau dort zu warten, er sei gleich zurück. Als Paula sich nicht an diese Order hält, kommt es zu einer gefährlichen Situation, als sie nach einem Wortgefecht mit ihrem Vater den Halt verliert und über die Felskante rutscht. Nur mit Mühe kann sie sich starr vor Angst an einem Felsspalt festklammern. Joschka versucht nach unten zu klettern, um seiner Tochter zu helfen. Im letzten Moment befreien Joseph und ein Träger beide aus ihrer gefährlichen Lage. Als der Weg steiler wird, reißt eine Kette an Toms Rollstuhl, der sich daraufhin rückwärts in Bewegung setzt. Tom wird hinausgeschleudert und bleibt verletzt liegen. Auf einer Trage wird er ins Lager gebracht und von Anna untersucht. Sein Arm muss geschient werden, der Rollstuhl ist nicht mehr gebrauchsfähig.
Anderentags hat Paula massive Kreislaufprobleme und muss sich hinlegen. Anna meint zu Simon, sie habe unbedingt auf den Gipfel des Kibo wollen, aber jetzt fühle es sich irgendwie falsch an ohne Tom. Tom hatte ihr gestanden, dass seine Freundin inzwischen mit einem Fußballspieler zusammen sei und ein Kind erwarte. Anna und Joschka bieten Joseph an, ihm das von ihm erträumte Ingenieurstudium zu bezahlen, wenn er versuche, Toms Rollstuhl wieder fahrtüchtig zu machen. Joseph lehnt das Geld ab, baut aber den Rollstuhl so um, dass Tom in ihm mit Hilfe der anderen den Gipfel des Kibo erreichen kann. Zwischen Joschka und seiner Tochter gibt es ein klärendes Gespräch. Als die Gruppe sich auf den Weg macht, vermisst man Joschka, der im selben Moment aus der Hüttentür tritt gefolgt von Paula. Auf Annas Frage, ob sie sich sicher sei, meint sie, ja, sie wolle unbedingt auf den Gipfel. Gemeinsam betreten sie nach einer anstrengenden Tour das Plateau des Kibo, eine felsige Anhöhe, auf der ein Holzgerüst mit mehreren Tafeln steht, auf einer davon ist in englischer Sprache zu lesen: „Kilimandscharo, Afrikas höchster Punkt. Herzlichen Glückwunsch.“ Jeder umarmt jeden. Anna legt den Stein ihrer Tochter auf eine der Tafeln. Mit Paulas Kamera wird der Moment festgehalten, als alle jubelnd die Arme in die Höhe recken.

### Nachwort, gesprochen von Tom Färber
„Der Weg zum Kilimandscharo war für uns alle eine Grenzerfahrung, die unser Leben extrem verändert hat. Simon, der mit seiner Vergangenheit ins Reine kam, hielt es nicht lange in Deutschland aus. Er lebt jetzt in Argentinien, wo er Touristen auf den 6.000 m hohen Aconcagua führt. Paula und Joschka sind nach wie vor selten einer Meinung, in einem sind sie sich aber sicher, der Kibo war nicht der letzte Berg, den sie gemeinsam bestiegen haben. Die OP kostete Anna einen Teil ihrer Sehkraft, doch sie hat sich mit ihrem Schicksal arrangiert. Heute unterrichtet sie Studenten mit Leidenschaft und – wie sie sagt – erstaunlicher Geduld. Ja, und ich, ich hab tatsächlich ein Buch geschrieben, für Menschen, die über ihre Grenzen gehen wollen und sich auf diesem Weg von nichts und niemanden entmutigen lassen.“

## Produktion

### Drehorte, Produktionsnotizen

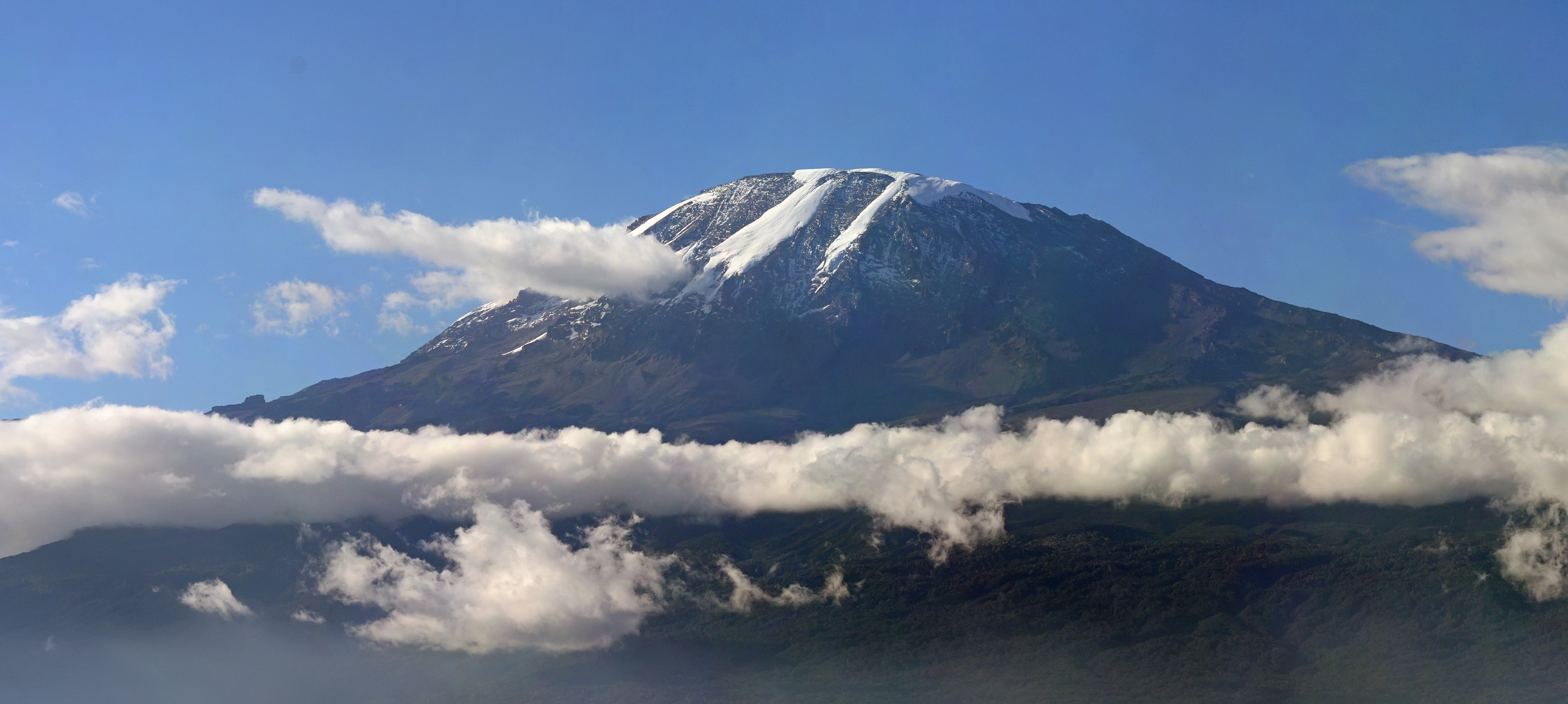
Der höchste Berg des afrikanischen Kontinents, Kilimandscharo, einer der Hauptdrehorte und Zentralthema des Films.

Kilimandscharo – Reise ins Leben wurde vom 25. Januar bis zum 22. Februar 2017 unter dem Arbeitstitel Der Weg zum Kilimandscharo an Schauplätzen in der südafrikanischen Stadt Kapstadt, Tansania sowie am Kilimandscharo gedreht. Rainer Tittelbach schrieb in seiner Rezension: „Wie schmal der Grat zwischen Magie und Kitsch ist, zeigt die digitale Bildbearbeitung der vorläufigen Fassung, die Journalisten zur Verfügung stand. Sonne und Licht im Regenwald nehmen geradezu surreale Züge an, auch die aufgetürmten Regenwolken wirken einen Tick zu gekünstelt – sodass man sich irgendwann fragt, was und wie viel ist hier eigentlich echt?“ Erfreulich sei, dass es im Film „so gut wie keine ‚ausgestellte Natur‘“ gebe. Zu hoffen bleibe, dass „in der Endfassung auch ein Eindruck“ von „der sinnlichen, transzendenten Faszination des Kilimandscharo“ bleibe, da ja „nicht an Originalschauplätzen in Tansania, sondern im logistisch wesentlich besser erschlossenen Filmland Südafrika“ gedreht worden sei.
Als Produzentin des Films fungierte Ariane Krampe mit ihrer Ariane Krampe Filmproduktion GmbH. Der Film entstand mit Unterstützung des Ministeriums für Handel und Industrie Südafrika mit dem Hinweis, dass man nicht für den Inhalt hafte. Es handelt sich um eine offizielle Ko-Produktion von Südafrika und Deutschland, hergestellt mit der Unterstützung der nfvf im Auftrag der ARD-Degeto für Das Erste. In einer Szene des Films erwähnt die von Caroline Hartig gespielte Figur Paula Herfordt, dass die Geschichte Schnee auf dem Kilimandscharo von Ernest Hemingway die erste gewesen sei, die sie gelesen habe, ohne dass ihr Vater ihr alles vorgekaut habe und bei der sie endlich einmal ihre eigenen Gedanken habe entwickeln können.
Für Kostja Ullmann ist es nicht das erste Mal, dass er einen behinderten Menschen spielt. In dem Kinofilm Mein Blind Date mit dem Leben aus demselben Jahr verkörperte er einen fast komplett blinden Barmann. Anna Maria Mühe war in dem Film ebenfalls besetzt. In dem Filmdrama Die Zeit, die man Leben nennt spielte Kostja Ullmann bereits 2008 einen im Rollstuhl sitzenden jungen Mann. In allen Filmen bereitete er sich akribisch auf seine jeweilige Rolle vor.

### Veröffentlichung
Die Erstausstrahlung des Films fand am 17. November 2017 im Ersten zur Hauptsendezeit statt. In Italien wurde der Film unter dem Titel Viaggio sul Kilimangiaro veröffentlicht.
Laut Prisma bildet der Film „den Auftakt für eine neue ARD-Degeto-Reihe“, in der sich Menschen einem „Abenteuer stellen“. Wolfgang Platzeck führte in der Berliner Morgenpost aus: „Mit dem Drama ‚Kilimandscharo‘ beginnt die neue ARD-Freitagsreihe ‚Reise ins Leben‘.“

## Rezeption

### Einschaltquote
Mit insgesamt 4,11 Millionen Zuschauern und 13,7 Prozent Marktanteil avancierte das Drama hinter der Fernsehreihe Ein Fall für zwei zur zweitmeistgesehenen Sendung des Tages. In der werberelevanten Zielgruppe der 14- bis 49-Jährigen schalteten 0,53 Millionen Zuseher ein; dies ergab einen Marktanteil von 5,6 Prozent.

### Kritik

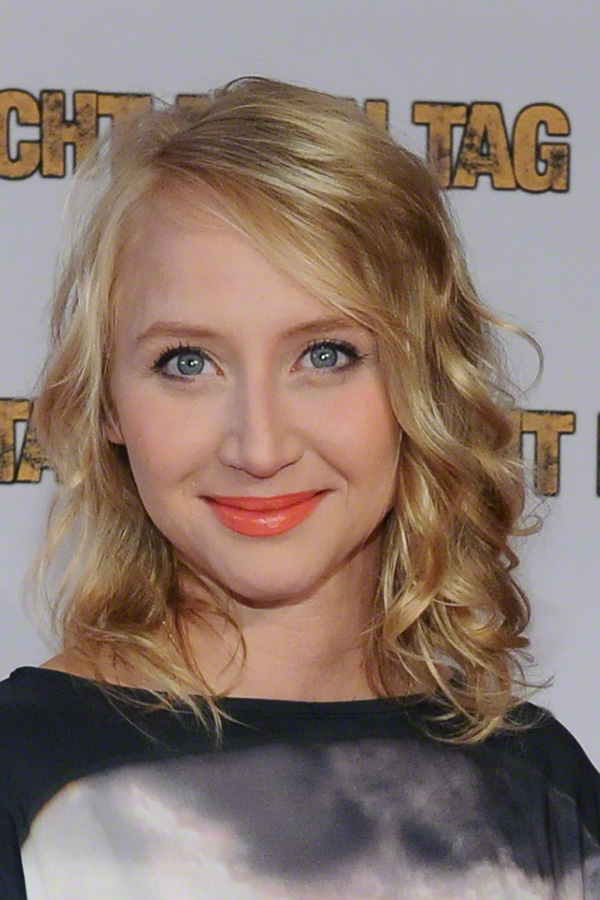
Hauptdarstellerin Anna Maria Mühe, die Darstellerin der Anna, erhielt positive Kritiken für ihr Spiel.

„Drehbuchautor Marco Rossi hat da eine nicht uninteressante Gruppe kreiert. Der Mix aus Psycho-, Krankheits-, Freundschafts- und Familiengeschichten wirkt im Rahmen des Sujets nicht übermäßig ausgedacht“, urteilte Tilmann P. Gangloff in seiner Kritik für Tittelbach.tv. Andererseits halte „sich der Tiefgang der Erzählung in Grenzen. Und so wirkungsvoll die Dramaturgie der gleich fünf Heldenreisen auch ist, so vorhersehbar sind die moralischen Wendepunkte und Lernprozesse.“ Dass der Plot nicht ins Moralinsaure kippe, sei „gewiss auch ein Verdienst der Schauspieler“, allen voran Mühe und Ullmann. Der Film erhielt vier von sechs möglichen Sternen.
Tilmann P. Gangloff bezeichnete Kilimandscharo – Reise ins Leben in seiner Rezension für die Frankfurter Rundschau als „gut gespieltes Drama“, das jedoch mehr als ein „Reißbrettprodukt“ sei. Rossi habe „aus den Klischeefiguren Menschen gemacht hat. Gespielt ist das durchweg ausgezeichnet, zumal die Gruppe auch als Ensemble vorzüglich funktioniert. Außerdem hat sich Rossi gerade für Mühe und Schwarz viele bissige Dialoge ausgedacht“. Kameramann Wolfgang Aichholzer sorge „für prachtvolle Bilder, aber im Unterschied zu vielen vergleichbaren Dramen ist Kilimandscharo kein Vorwandfilm, bei dem eine Geschichte in erster Linie dazu dient, die Landschaft in Szene zu setzen“.
Thomas Klatt von der Neuen Osnabrücker Zeitung befand die Produktion als eine „schöne Geschichte, die aber im Grunde überall auf der Welt spielen könnte“. Die Handlung biete „leichte Unterhaltung“ und sei „schlüssig erzählt“. Störender sei hingegen „das Klischeebild. Schwarze tauchen in den gut 90 Minuten nur als bildergänzende Applikation auf. Auf der Fahrt vom Flughafen zum Hotel sitzen zwei weiße Touristen inmitten Einheimischer, die im Bus trommeln, singen und Party machen. Am Eingang zum Nationalpark sitzt ‚der Benjamin‘. Das ist ein Beamter in Uniform, der natürlich Deutsch spricht. Er muss bestochen werden, damit sich für die Reisegruppe mit Rollstuhl der Schlagbaum hebt“.
„Es ist ein bisschen viel, was in dieser Gruppe zusammenkommt: Tod, Lügen, Behinderung und sogar ein Gehirntumor“, schrieb Amelie Heinz von der Fernsehzeitschrift Prisma. All das „lässt den Film von Gregor Schnitzler ein wenig überladen wirken, obwohl es wahrlich spektakuläre Aufnahmen sind, die in Kilimandscharo – Reise ins Leben zu sehen sind […] Es würde diese Art Film auf jeden Fall noch wesentlich aufwerten, wenn man die Einheimischen darin vielleicht einmal zwei Sätze ihrer Landessprache sagen ließe. Ein paar Untertitel könnte man den Zuschauern im Ersten sicherlich zutrauen, und der Authentizität der Geschichte wäre es sehr zuträglich, wenn nicht jeder Tansanier der durchs Bild huscht fließend Deutsch sprechen würdet“.
Der Filmdienst fasste seine Bewertung wie folgt zusammen: „Vor eindrucksvoller Kulisse angesiedeltes (Fernseh-)Abenteuerdrama mit guten Schauspielern, das in seinen zugespitzten Selbstfindungskrisen allzu vorhersehbar ist.“
Im Hamburger Abendblatt war der Film TV-Tipp des Tages. „Die Reise auf den Berg wird hier gleichgesetzt mit einer Reise ins Leben – es geht darum, die Hürden im Kopf zu überwinden“, hieß es im Text. Der Film biete sowohl „belustigende“, als „auch berührende Momente“. Kostja Ullmann spiele Tom „als frechen und selbstironischen Typ, während Anna Maria Mühe den Sarkasmus ihrer Filmfigur – die einen Gehirntumor hat – bald ablegen“ müsse. Regisseur Gregor Schnitzler […] zeige „viele schöne Bilder vom schönen Berg – aber so, dass es nicht zu kitschig“ werde. Abschließend heißt es: „Für einen TV-Freitagabend bringt der Film viel zusammen – samt dramatischen Unfällen, einem fauchenden Geparden und Beinahe-Abstürzen. Dagegen gibt es keine Liebesgeschichte, und so ist das Ganze in jedem Fall deutlich besser als so manche Schmonzette.“
Wolfgang Platzeck führte in der Berliner Morgenpost aus: „Schöne Menschen vor traumhafter Kulisse: Die ARD entführt den Zuschauer wieder einmal in ferne Länder. Doch die neue Freitagsreihe ‚Reise ins Leben‘ hat wenig gemein mit einschlägigen Fernsehfilmen, die wie Tourismuswerbung daherkommen. Was nicht bedeutet, dass der passiv Fernreisende bei der ersten Folge ‚Kilimandscharo‘ nicht auf seine Kosten käme.“ Platzeck lobte: „Klug, ungemein einfühlsam und trotz gelegentlicher Action-Szenen fast im Ton eines intensiven Kammerspiels, erzählt ‚Kilimandscharo‘ von einer Fernreise, die ganz nah endet: beim eigenen Ich.“ Sein Fazit fiel dann auch dementsprechend positiv aus: „Wunderbare Darsteller in einem außergewöhnlichen Fernweh-Film, in dem sich Anspruch und hoher Unterhaltungswert die Waage halten.“